# トヨタ・アバロン
アバロン（英: Avalon）は、トヨタ自動車が北米（2022年まで）、および中国で製造・販売する前輪駆動（Front-engine Front-drive）の大型高級セダンで、北米トヨタブランド、および中国トヨタブランド（各Toyota）のフラッグシップカーである。

初代と2代目モデルは日本へ輸出され、オーストラリアでも製造・販売されていた。

## 概要
1992年に販売を終了したクレシーダの後継モデルにあたり、1994年にアメリカトヨタ（Toyota Technical Center, U.S.A., Inc）のケンタッキー州にある工場（Toyota Motor Manufacturing, Kentucky, Inc：TMMK）で製造を開始した。初代と2代目は日本へ輸出されたが、3代目以降は右ハンドル仕様の生産が取りやめられ、日本やオセアニアをはじめとした左側通行諸国では販売されていない。

## 初代 MCX10型（1994年 - 2000年）
1994年に北米トヨタの最上級車として誕生した。北米を主な市場として、同時期に販売された初代レクサス・LS（セルシオ）にも匹敵する2,050mmの室内長など大柄な設計を特徴とし、カムリとともにトヨタにおけるFFラージセダンの座を担う。アメリカのセダンでは一般的なコラムシフトで前席3人掛けベンチシート車も設定された。
初代アバロンは、排気量3.0 Lの1MZ-FE型エンジンを最初に搭載した。その後の2代目など日本国内でも多くのトヨタ車が同型のエンジンを搭載して販売された。搭載車種は「1MZ-FE型エンジン」を参照。
- 1994年9月 - 製造を開始[1]する。
- 1996年10月 - エンジンの出力を10ps/0.5kg-m向上する。

同年、当時は日本製乗用車の輸入が禁止されていた韓国で「アメリカ車」として試験的に販売する。
- 1997年10月 - マイナーチェンジ。GOAが設定された。

### 日本国内販売
日本ではアメリカからの逆輸入の形態をとり、1995年5月に発売された。広告のキャッチコピーは「THE NEXT LUXURY CAR」で、テレビCMに前期型ではエルビス・プレスリーをカバーしたストレイ・キャッツの「好きにならずにいられない」が、後期型では「銀色の道」がそれぞれ起用され、俳優の津川雅彦が出演した。バリエーションはフロアシフトのみでボディカラーも限定されていた。1999年6月に輸入を終了し、2000年3月に販売を終了した。
- 1995年5月 - 発売。
- 1996年10月 - 一部改良。全車にデュアルエアバッグを標準装備するとともに、TRCをエンジン出力とブレーキを制御するタイプに変更した。また内外装を変更、5.8インチワイドマルチAVステーションをオプション設定。
- 1997年10月 - マイナーチェンジ。GOAが設定された。ヘッドライトをマルチリフレクタータイプに変更したのをはじめ、フロントバンパーやリアランプのデザイン、また内装色を変更。また4ATに登降坂変速制御システムを採用し、走行性能と燃費を向上させた。

### オーストラリア製モデル
オーストラリア・ビクトリア州製のモデルは2000年6月に発売された。北米製アバロンはすでに2代目モデルへ移行していたが、本モデルのみ初代モデルが継続生産された。オーストラリア、ニュージーランド、一部アジア諸国向けの右ハンドル仕様、中東向けの左ハンドル仕様が生産され、2005年7月に生産を終了した。2006年11月から後継車種としてオーリオン（Aurion）が販売されている。

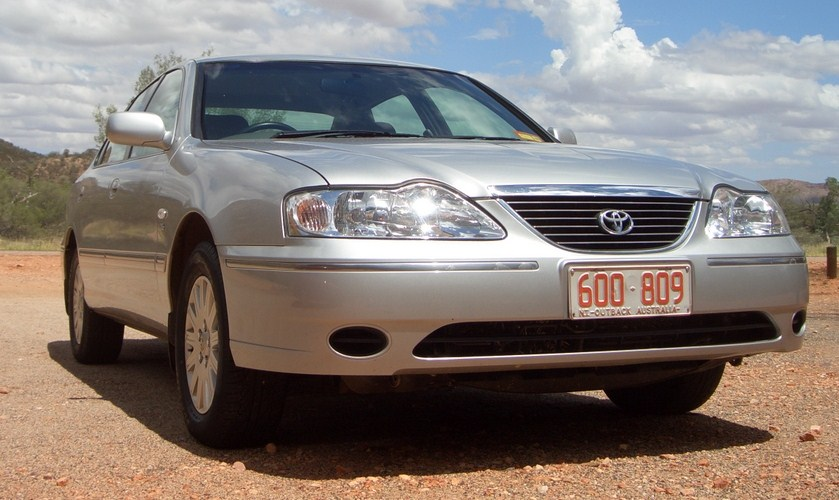
豪州製モデル
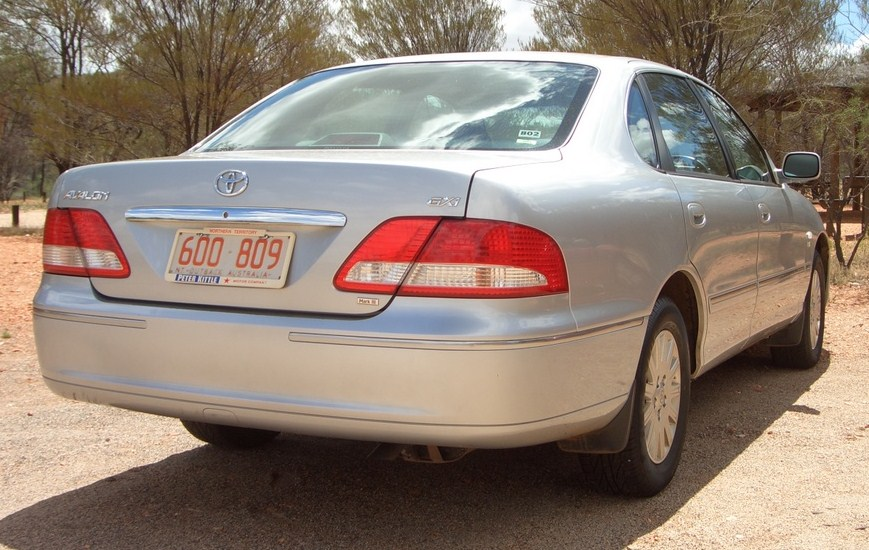
同リア

## 2代目 MCX20型（2000年 - 2005年）
2000年に発売。2002年にマイナーチェンジを実施された。
生産工場は初代同様、米国ケンタッキー州ジョージタウンのTMMKで、北米レクサスのRX300やES300、および初代と共通の排気量3.0 LのV型6気筒エンジンを搭載。ベーシックな「XL」と上級の「XLS」の2グレード構成で、先代に続き前席3人掛けコラムシフトのベンチシート車も設定された。
パトカーとして運用される例もあった。

### 日本国内販売
日本では「プロナード」の名称で2000年4月に発売された。日本国内のセダンとしては特徴的なコラムシフトのベンチシート車も設定された。元々が北米向けの車種であるため、座席や車体サイズはクラウンやマークIIよりも大きく、3代目セルシオに近い。
日本国内はトヨタブランドのD - Eセグメント車が豊富で、クラウンやマークIIなど人気車種のほかにFF車のウィンダムが存在し、販売チャネルのビスタ店においてもアリストやクレスタなどの人気車種を併売していたため、不人気のまま輸入販売を終了。これ以降、日本におけるアバロンの輸入販売は行われていない。

## 3代目 GSX30型（2005年 - 2012年）
2005年北米国際オートショーで発表される。同年に生産が開始され、アメリカとカナダで販売される。
1MZ-FE型エンジンの後継・発展型で、北米レクサスのES350やRX350、北米専用車種で3.5L仕様のカムリなどと共通の、排気量3.5 Lの2GR-FE型を搭載。前期は電子制御5AT、後期は6ATの変速機が組み合わされた。ボディサイズは大型化され、全長は5mを超えた。
新たにグレードが増え、ベーシックな「XL」、スポーツ仕様の「Touring」、上級の「XLS」、XLSにスマートエントリー機能などの先進装備が加えた最上級の「Limited」となる。エンジンは全グレードとも共通である。前席3人掛けコラムシフトのベンチシート仕様は廃止された。
カーナビゲーションはHDD方式ではなく、5代目レクサスESや2代目アバロンなどと同様のDVD方式が全グレードに共通で設定された。純正カーナビゲーションと連動するBluetoothによるハンズフリー機能や、車載オーディオとiPodを接続するジャックなどが装備されている。
2007年8月に小規模なフェイスリフトが施され、フロントバンパー、フォグランプ、フロントグリルや、ヘッドランプユニットの形状などが変更され、ATも6速のシーケンシャルシフトマチックに変更された。スポーツ仕様のTouringが廃止され、「XL」「XLS」「Limited」の3グレード構成となった。
2011年にはCALTYによりフェイスリフトが施され、2010年2月のシカゴオートショーで発表されて同年春に発売された。外装は幅広いグリル、新形状のプロジェクターヘッドライト、新形状のLEDテールライト、新形状のバンパーが採用され、サイドにクロームトリムの使用が拡大され、リアビューはライセンスプレートの上にアバロンロゴが配された。内装はダッシュボードを含めて一新され、リアシートはリクライニング可能となり、ヘッドレストの形状が変更された。快適装備はタッチスクリーンDVDナビゲーションシステム、音楽ストリーミング再生に対応したオーディオシステム、XMサテライトラジオ、リアビューモニターが装備された。安全面は、大規模リコール問題を受けて再設計されたアクセルペダルとブレーキ・オーバーライド・システムを装備し、サイド・カーテンエアバッグ、運転席側ニーエアバッグを含む7つのエアバッグ、横滑り防止装置、ABS、EBD、ブレーキアシスト、トラクションコントロールシステムが全て標準装備となる。
グレードはスタンダードモデルと上級グレードの「Limited」に集約された。

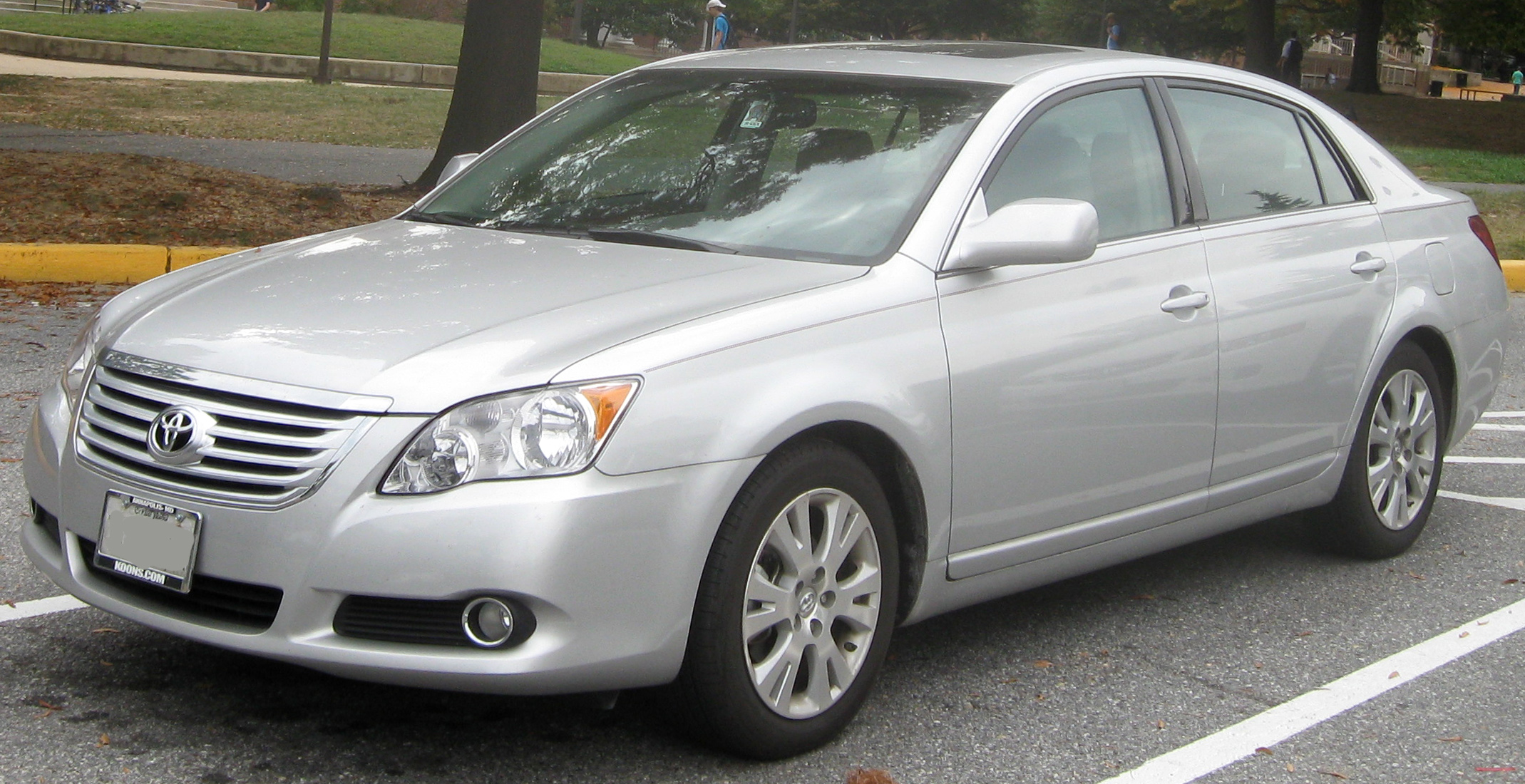
中期型
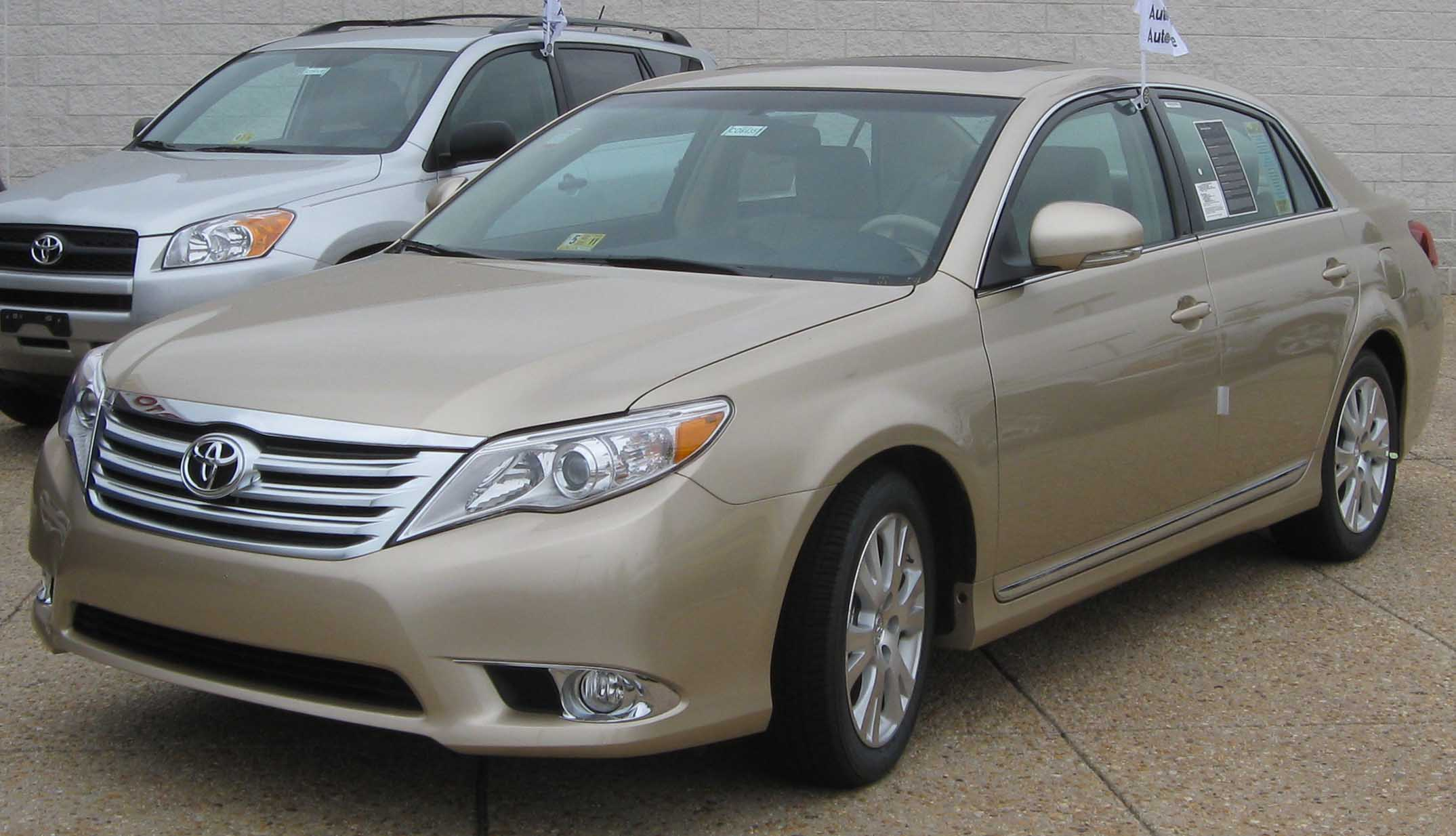
後期型

グレード詳細

## 4代目 GSX40/AVV40型（2012年 - 2018年）
2012年4月のニューヨーク国際オートショーで発表された。エンジニアリングはミシガン州アナーバーにあるトヨタテクニカルセンター（TTC）が、スタイリングは南カリフォルニアとミシガンに拠点を置くCALTYがそれぞれ担当した。外寸は先代より若干小さくなり軽量化されたが、ホイールベースは先代と同一である。北米市場では「XLE」「XLEプレミアム」「XLEツーリング」「リミテッド」の4グレードが用意される。
2012年12月にカムリやレクサスESと同等のユニットを搭載した「ハイブリッド」が追加された。2013年10月1日に米韓自由貿易協定の一環として、韓国トヨタ自動車が韓国国内で3.5L「リミテッド」を発売するがハイブリッドは販売しない。

## 5代目 GSX50/AVV50/XX50型（2018年 - ）
2018年1月の北米国際オートショーで発表された。ESと共通のTNGA-Kプラットフォームを採用。ボディサイズは、先代比で25mm長くて20mm広く、ホイールベースは50mm延長された。
パワーユニットは、305PSを発生する3.5 L V6エンジン（2GR-FKS）と、システム出力218PSを発生する2.5 L直4ダイナミックフォースエンジン（A25A-FXS）にモーターを組み合わせ、ニッケル水素電池を搭載したハイブリッド車が設定され、改良された可変バルブ機構などで両ユニットともに低燃費化が図られた。アンダーボディカバーなど空力への配を徹底し、Cd値は先代から改善した0.27である。
コネクティッド機能は全グレードともにApple CarPlayに対応し、車内でWi-Fi環境の構築、Qi規格でのワイヤレス充電、市販車で初のAmazonのAIアシスタント「Alexa」によるドアの施解錠やエンジンのオンオフがそれぞれ可能である。また2019年以降はAndroid Autoにも標準で対応し、米国とカナダのトヨタディーラーでは2018年モデルオーナーを対象にディーラーインストール型ソフトウェアアップデートを無料で提供した。
近年の北米市場におけるセダン型乗用車の需要の低下の煽りを受け、2022年末までに事実上の代替となるセダン型CUVのクラウンクロスオーバーと入れ替わる形で生産・販売を終了。以降はアバロンは中国市場専売車となる。

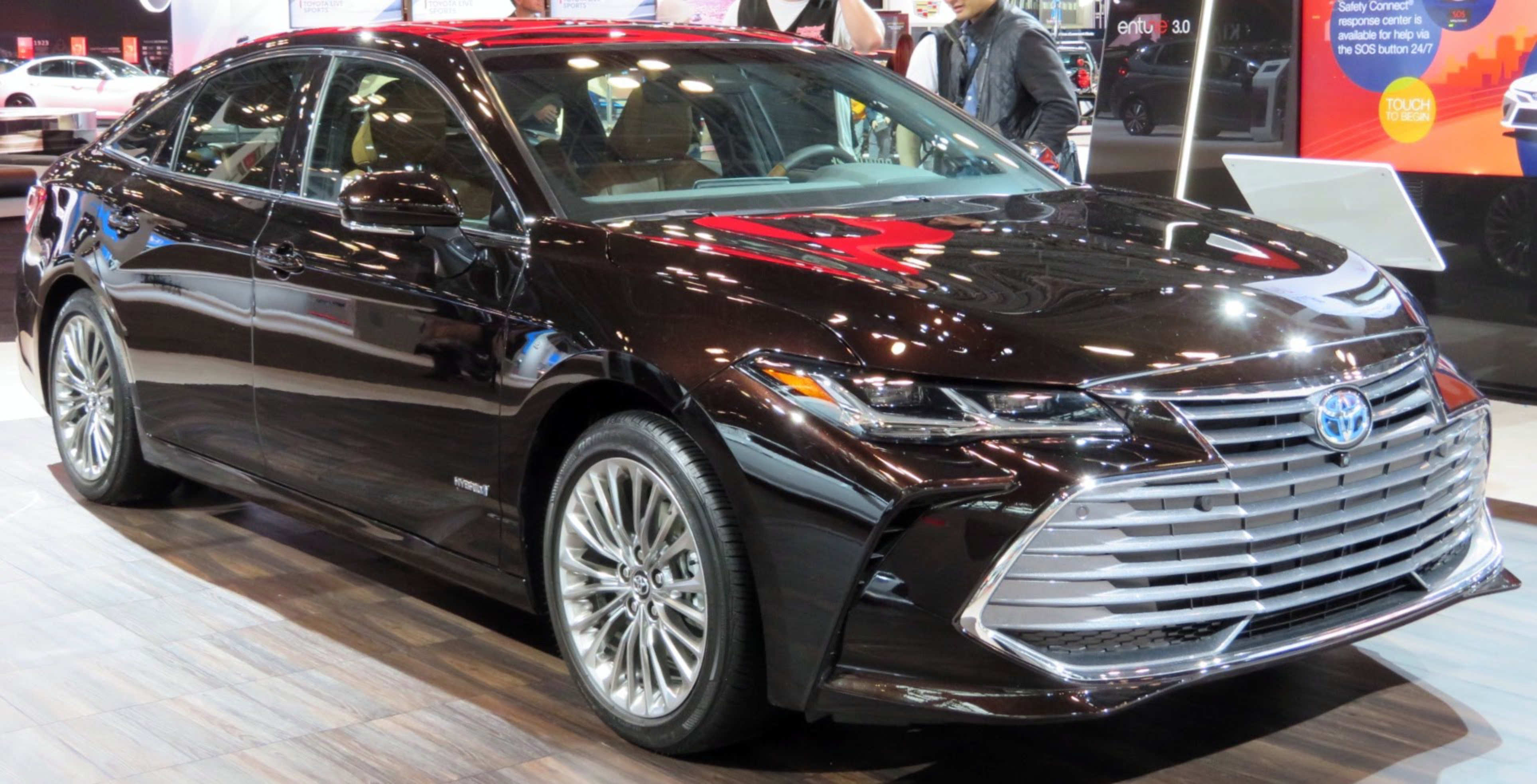
ハイブリッドリミテッド 北米仕様（フロント）
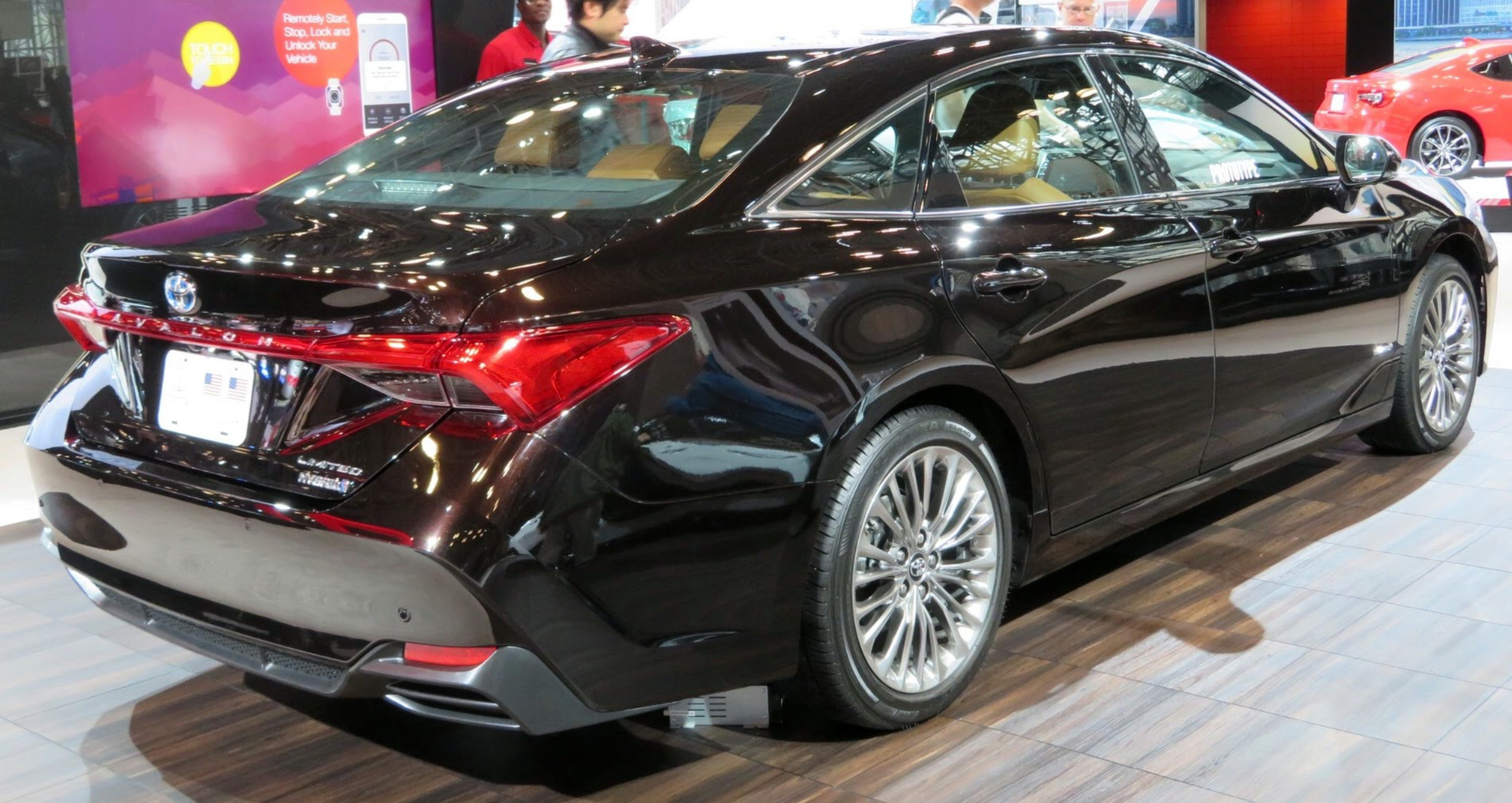
ハイブリッドリミテッド 北米仕様（リア）
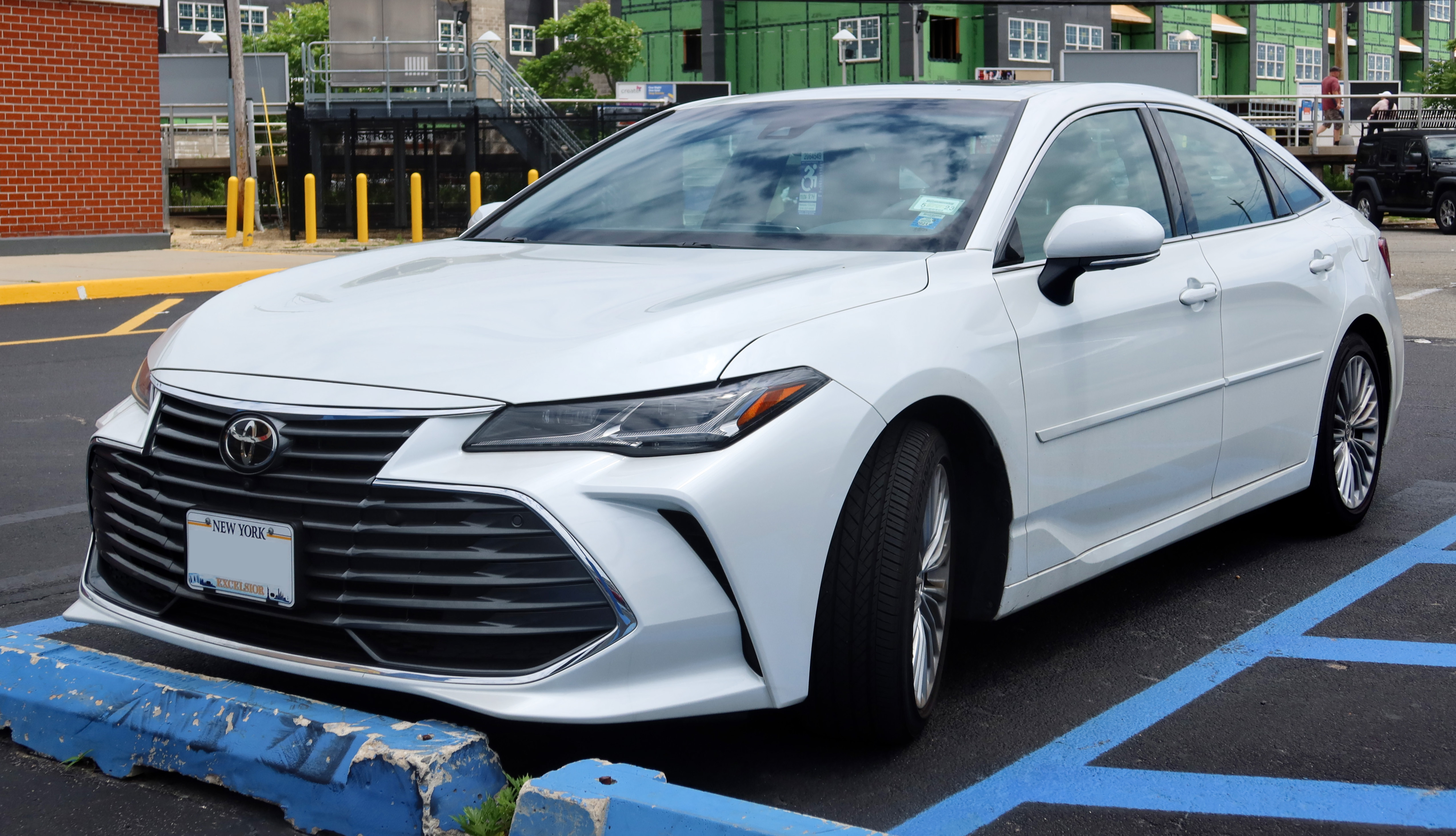
リミテッド 北米仕様（フロント）
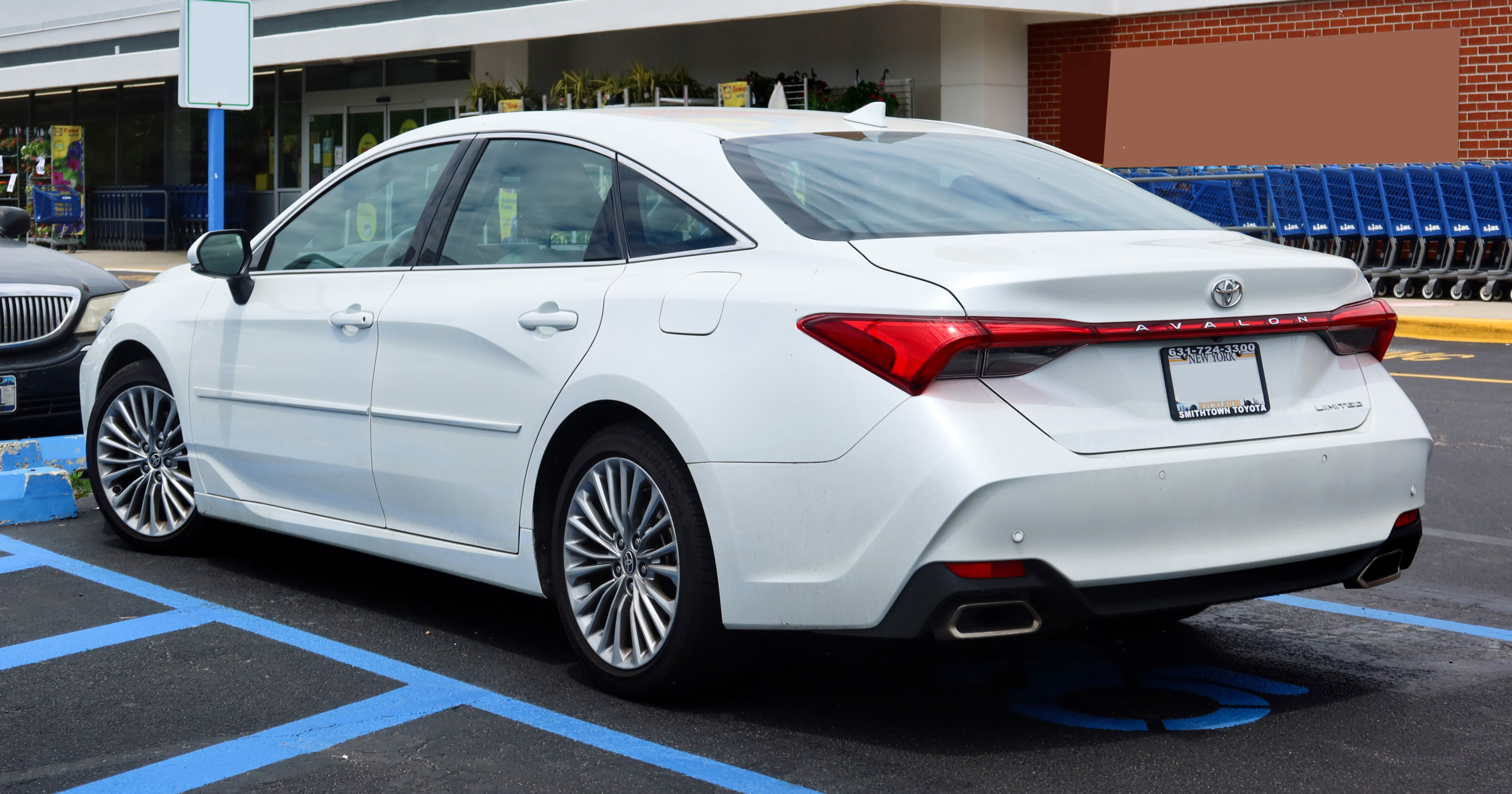
リミテッド 北米仕様（リア）
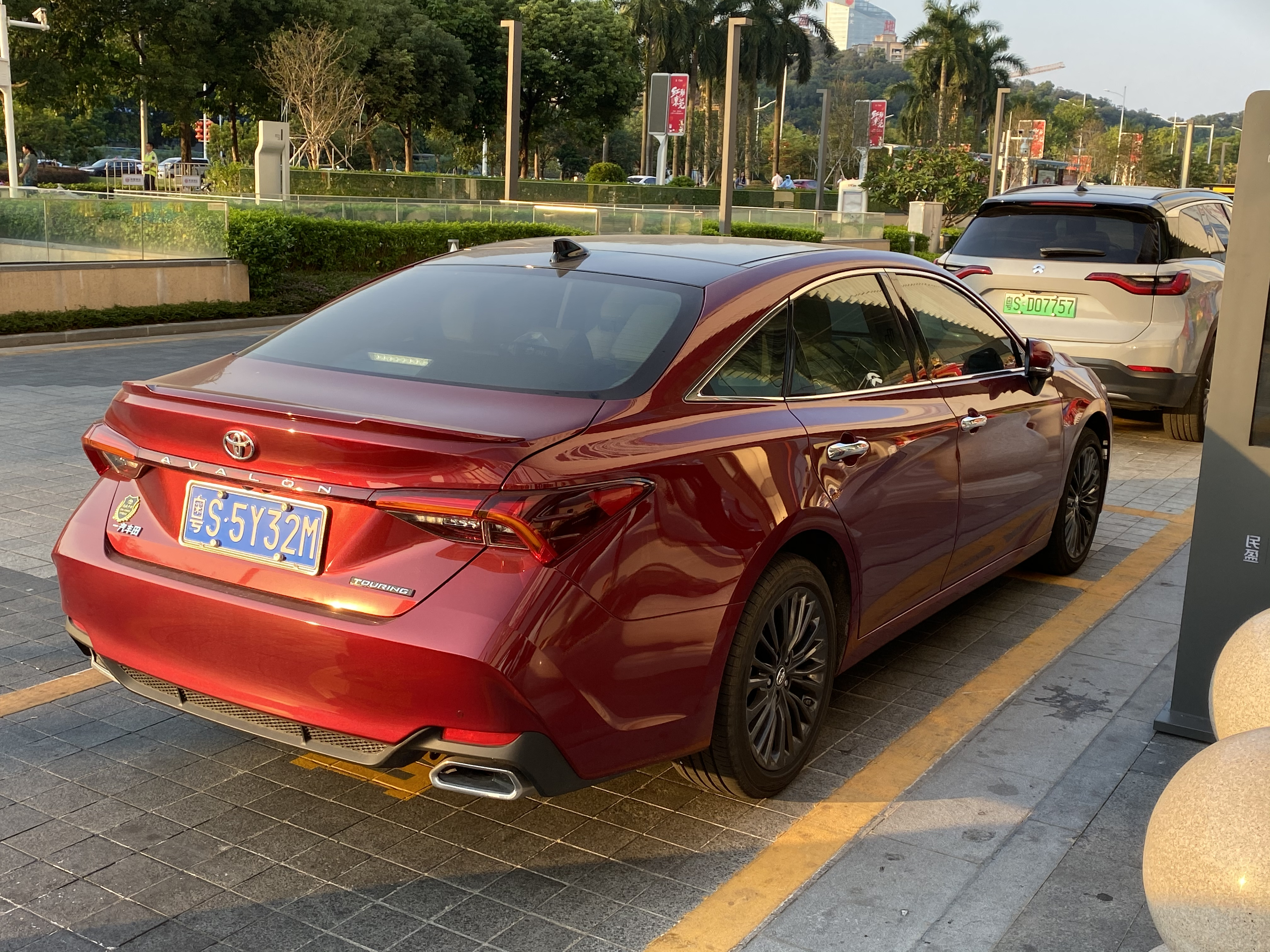
ツーリング 中国仕様（リア）
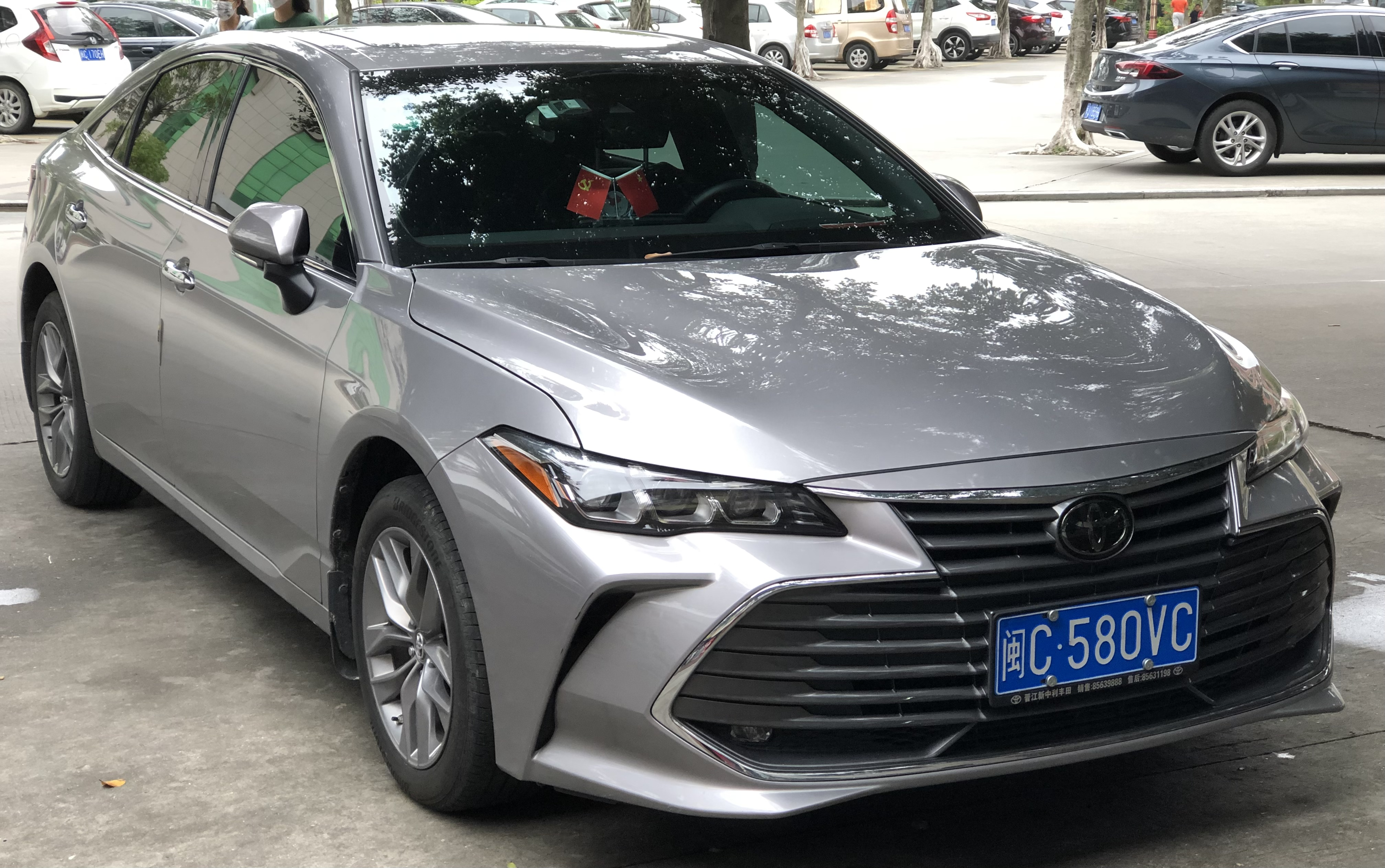
中国仕様（フロント）
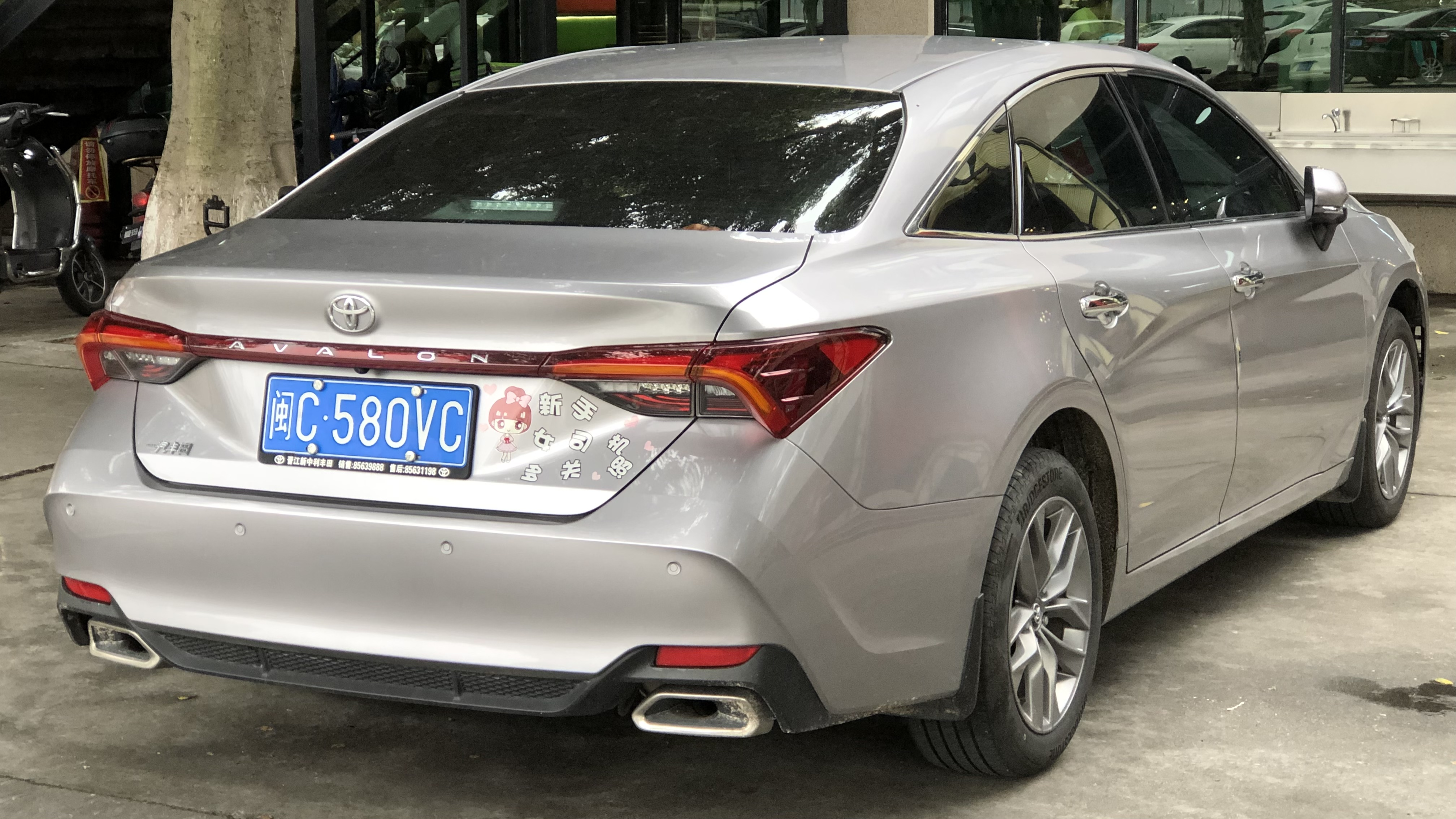
中国仕様（リア）
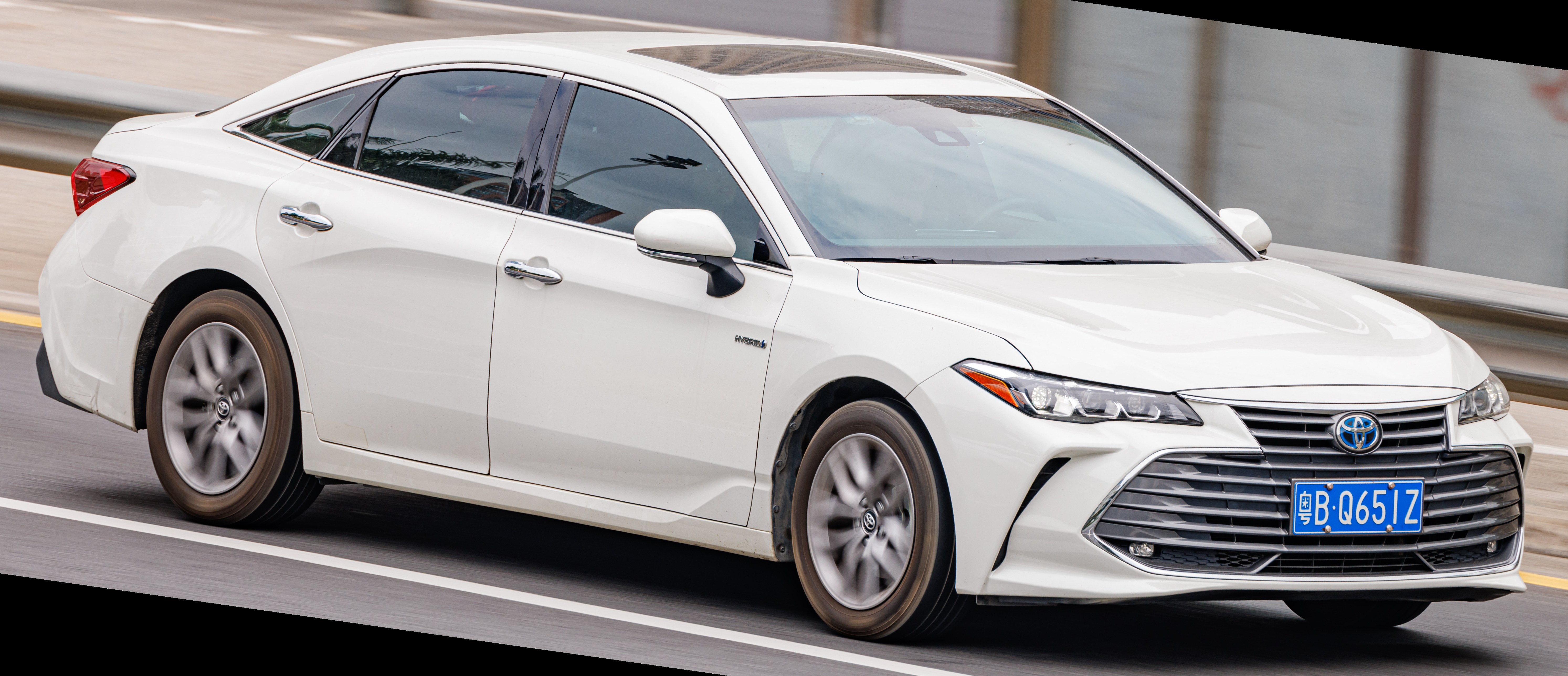
ハイブリッド 中国仕様（フロント）
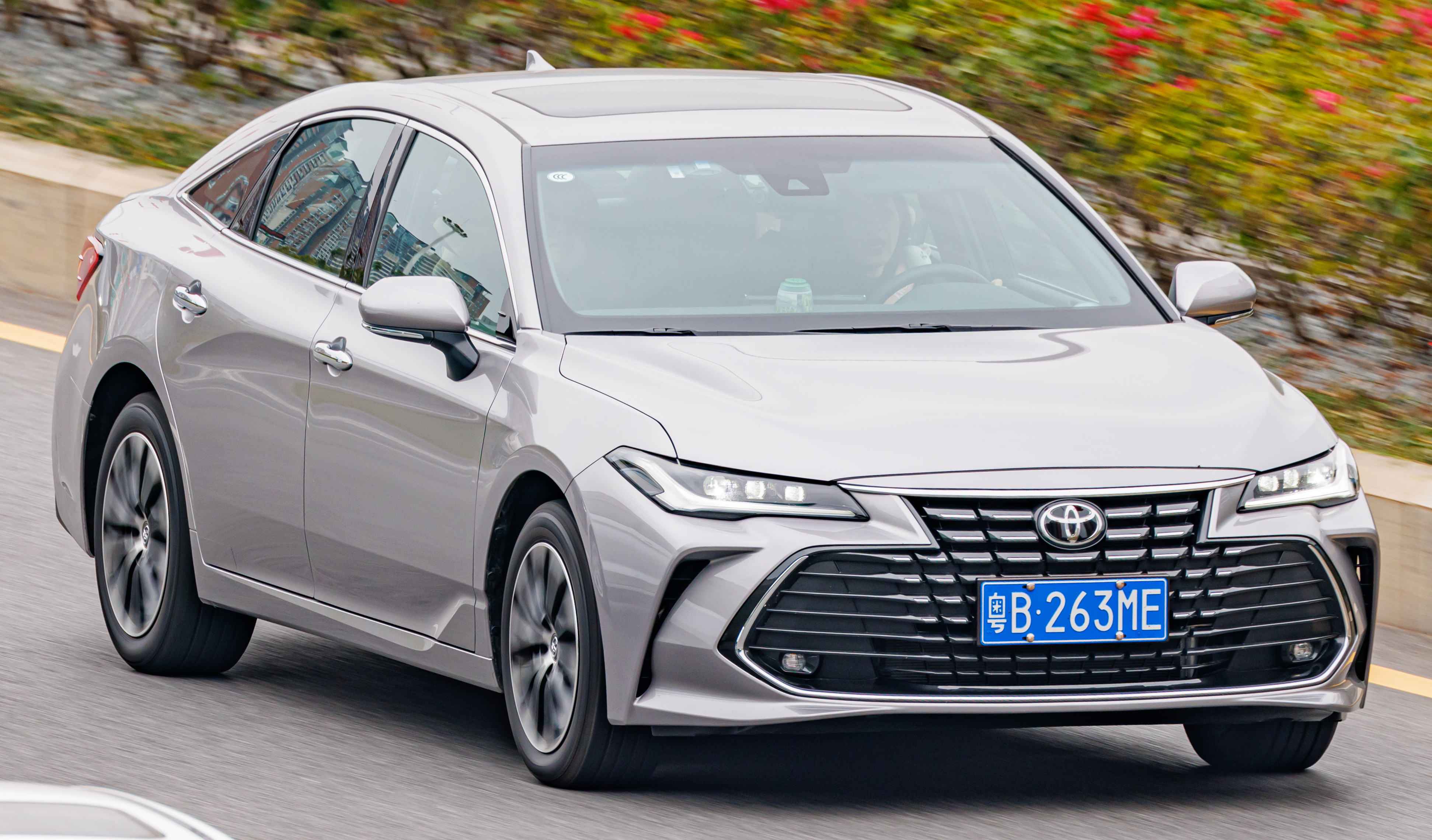
中国仕様2022年改良型（フロント）
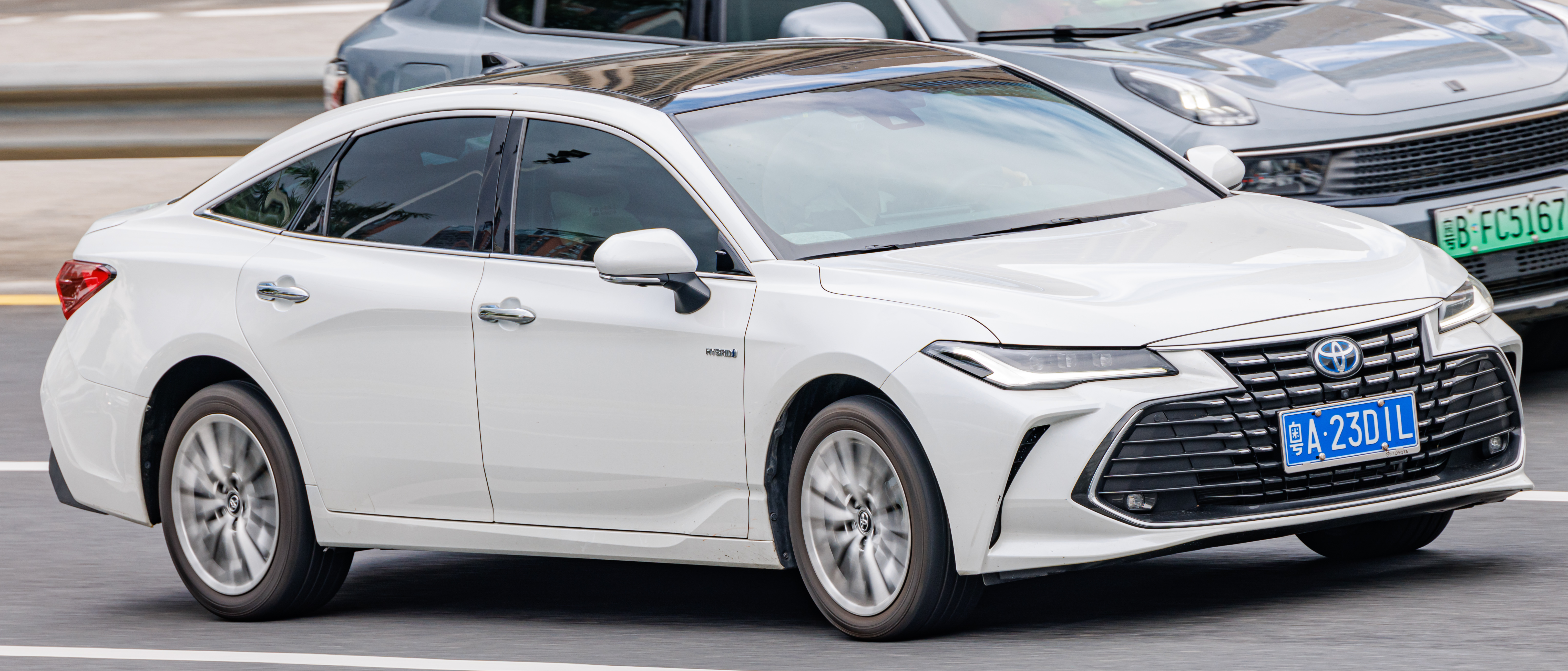
ハイブリッド 中国仕様2022年改良型（フロント）
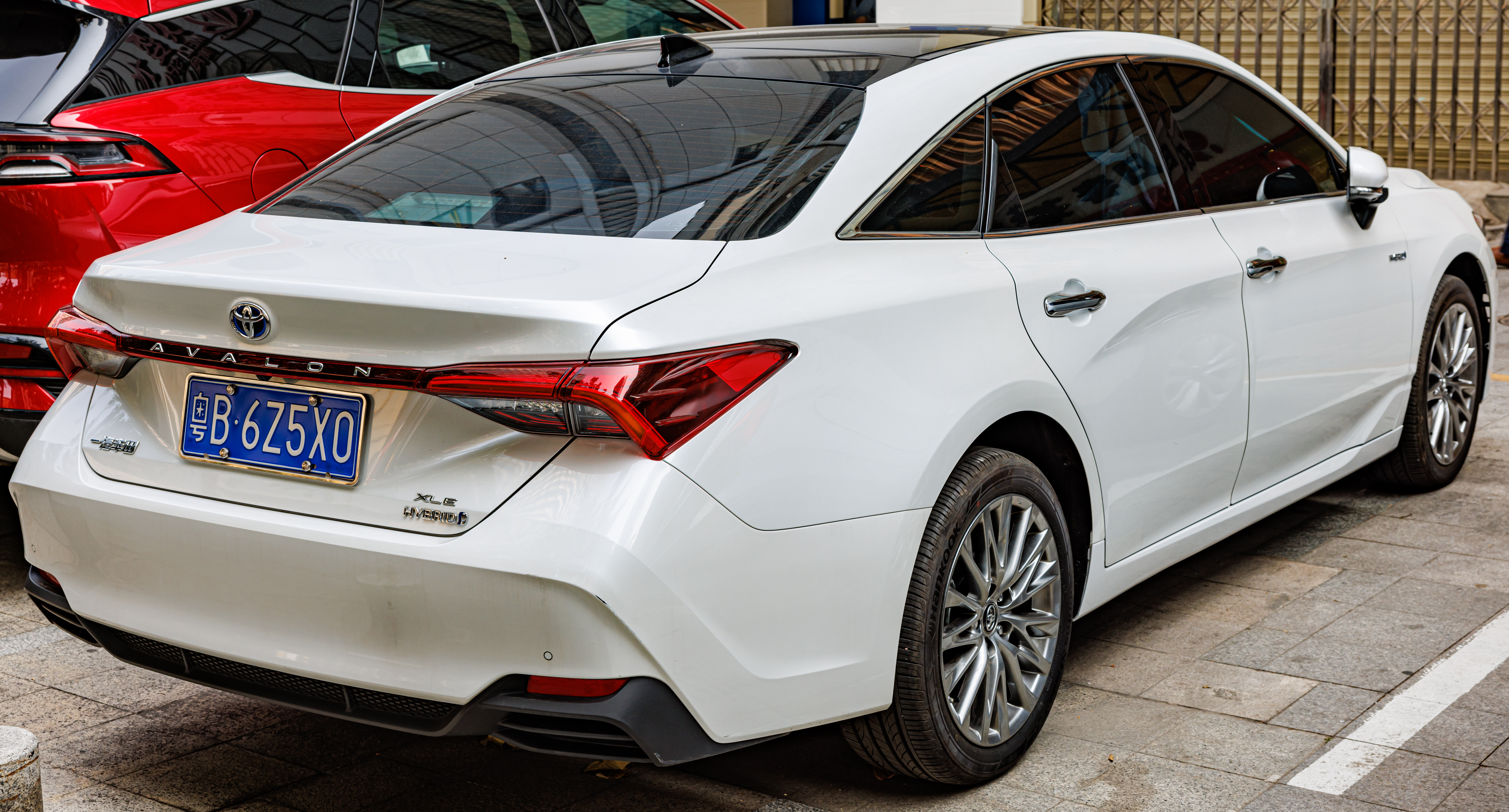
ハイブリッド 中国仕様2022年改良型（リア）
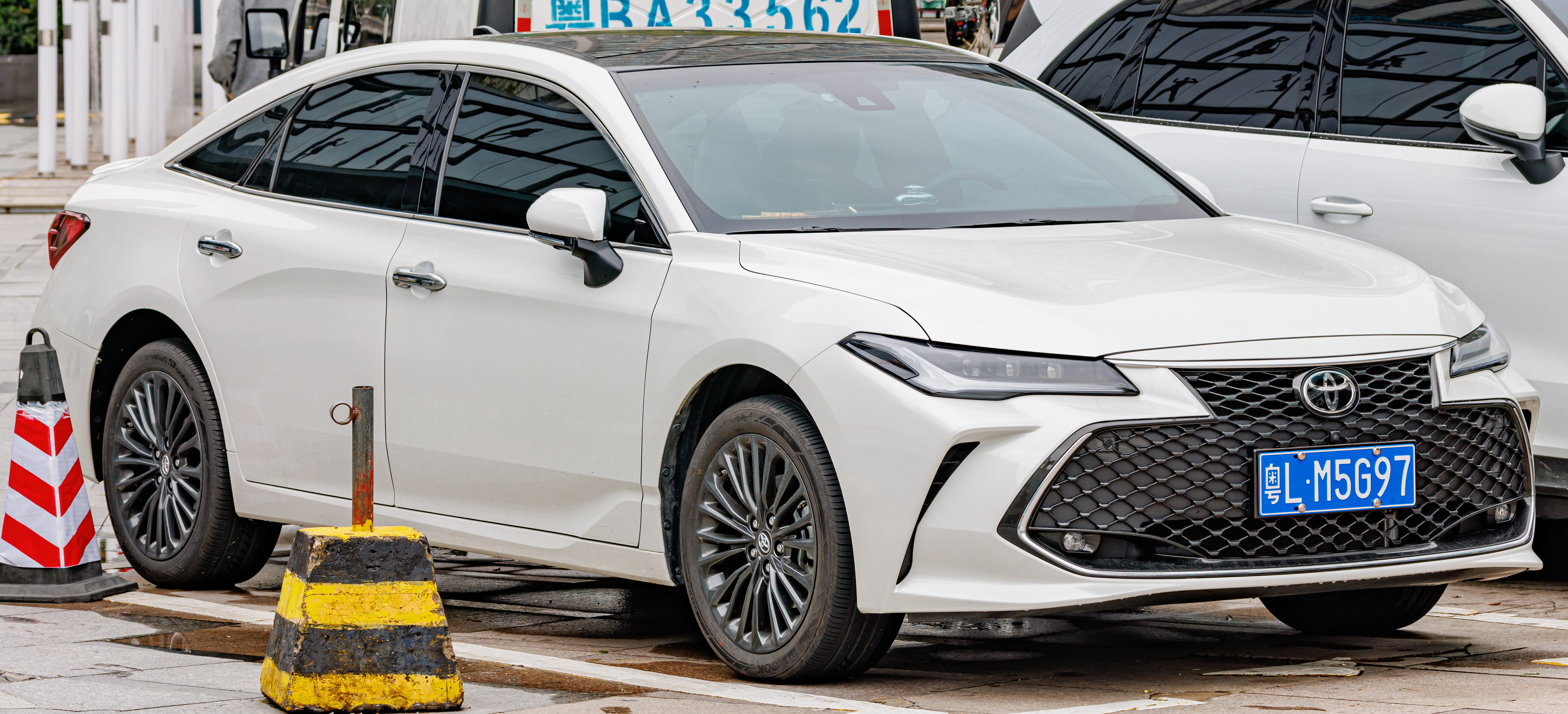
ツーリング 中国仕様2022年改良型（フロント）
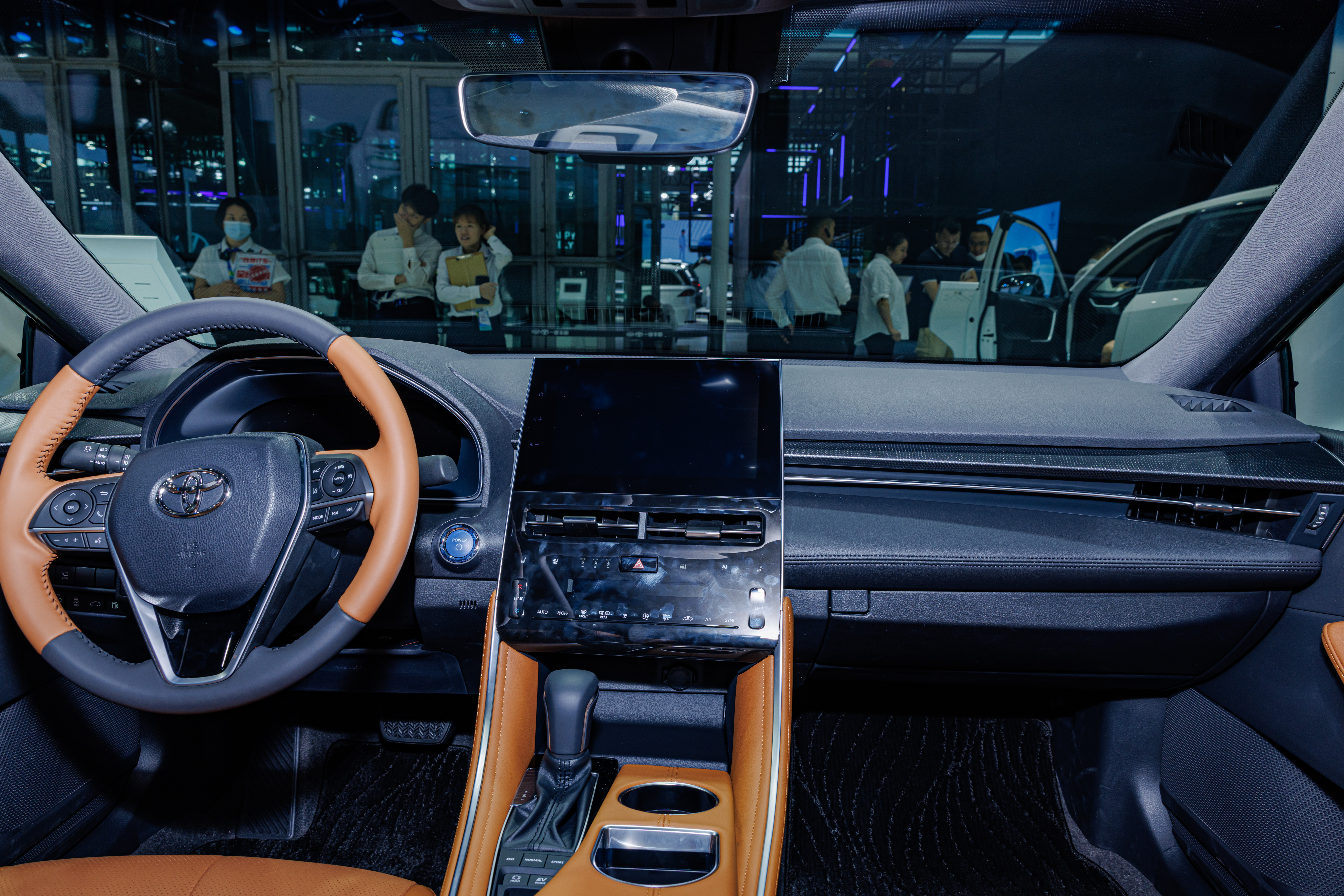
インテリア 中国仕様2022年改良型
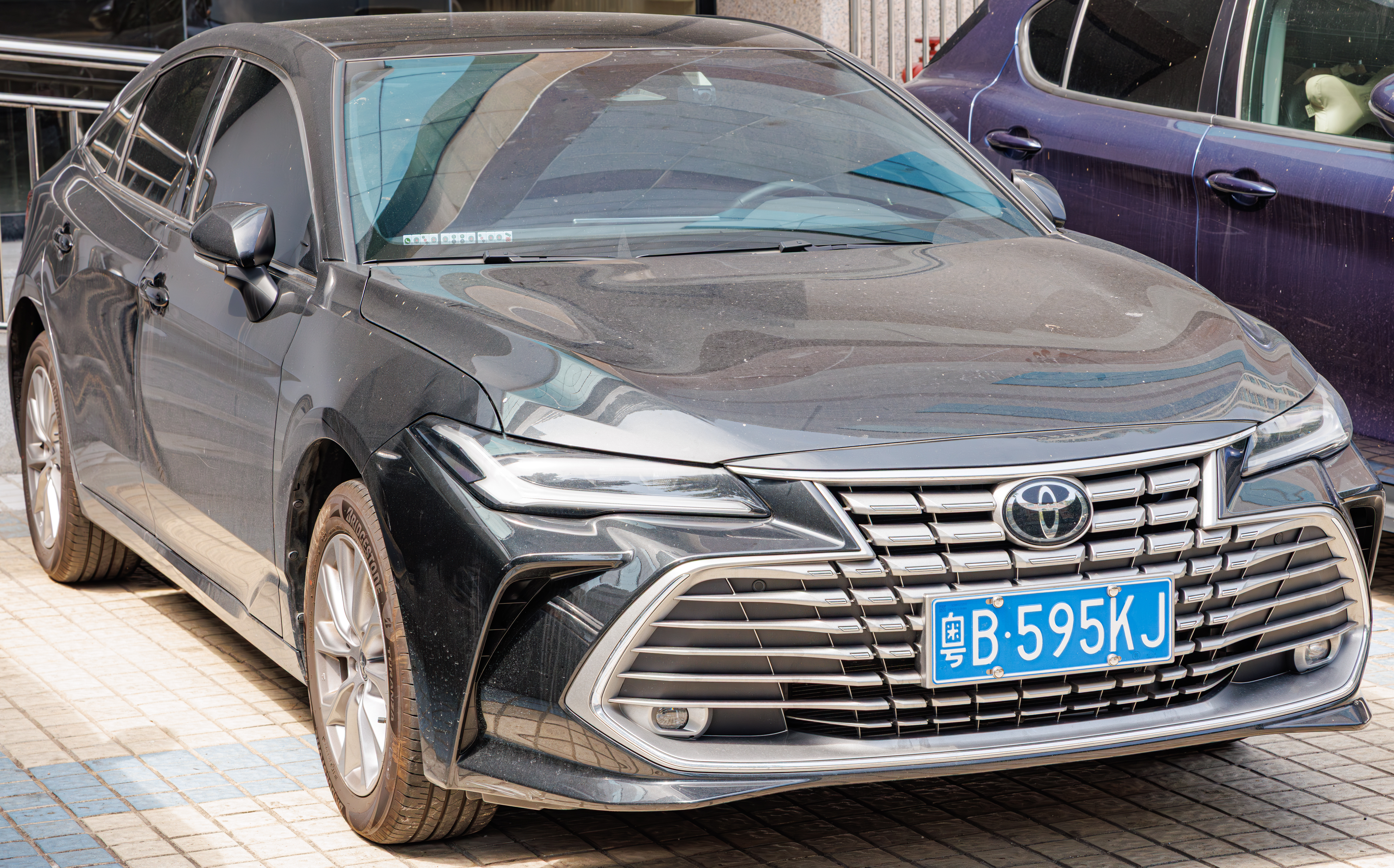
中国仕様2024年改良型
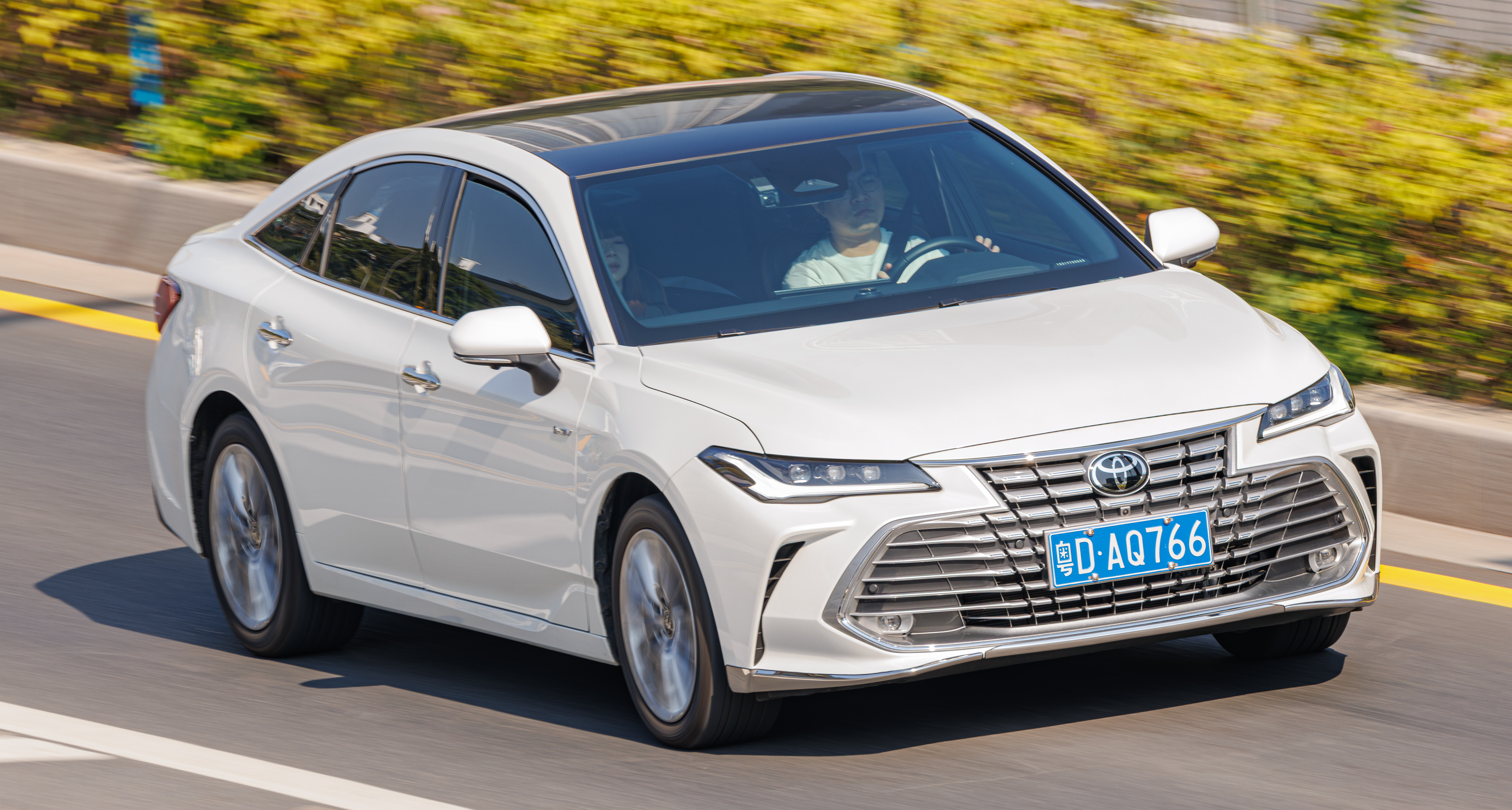
ハイブリッド 中国仕様2024年改良型
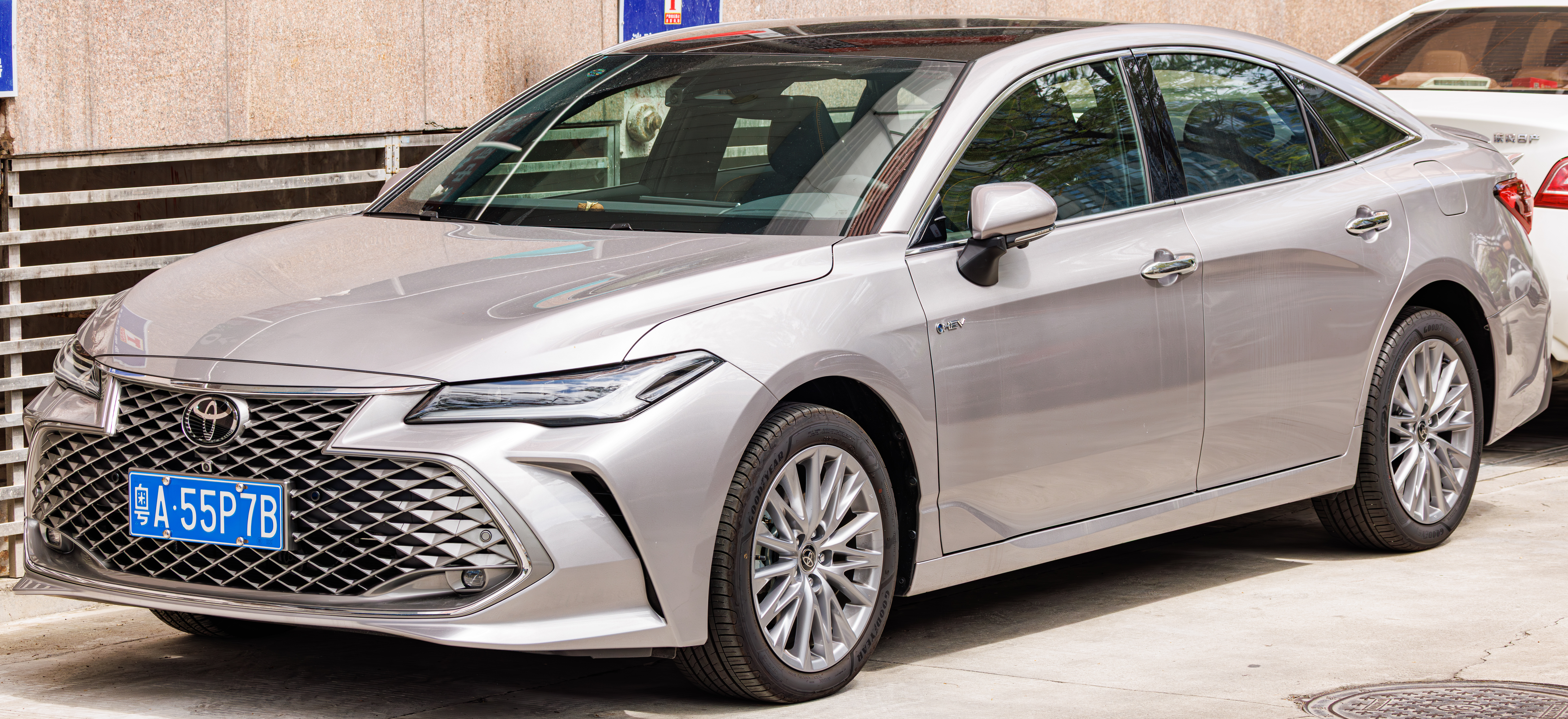
ハイブリッド 中国仕様2024年改良型

## 車名の由来
- ケルト神話のアーサー王伝説に登場する楽園の島アヴァロンから[6]。

## 販売店
- アメリカ - 歴代全て北米の「Toyota」ブランドで販売。
- オセアニア - 「Toyota」ブランドで販売。
- 日本 - 初代アバロンはトヨペット店（大阪府を除く）またはトヨタ店（東京都と、大阪府に限る）で、2代目アバロン（プロナード）はトヨタビスタ店[7]だが沖縄県はビスタ店がなく沖縄トヨペット。3代目以降は日本未導入。

## トヨタ自動車の大規模リコール（2009年-2010年）の余波
トヨタ自動車の大規模リコール（2009年 - 2010年）の対象車種であるが、2010年2月に南イリノイ大学のデビッド・ギルバート教授が「意図せず生じる急加速」の実験にアバロンを供した。

実験はアクセルの電子制御配線に電圧5Vを加印してショートさせる強引な手法だが、ABC放送が映像を脚色して2月22日に報道したため、トヨタ車とアバロンに風評を招いた。のちに同じ手法で他社の自動車も急加速が認められ、ABCは報道映像の操作を認めたため、実験の信憑性は低下した。